# Капітан Оргазмо
«Капітан Оргазмо», або просто «Оргазмо» (англ. Orgazmo) — американська супергеройська секс-комедія 1997 року, сценаристом, режисером і монтажером якої став Трей Паркер, а продюсерами — Метт Стоун, Джейсон Макг'ю та Френ Рубел Кузуї.
Фільм розповідає про Джо Янга, побожного мормонського місіонера, який, щоб заплатити за весілля та будинок своєї мрії та своєї нареченої, знімається в порнографічному фільмі. У головних ролях: Трей Паркер, Метт Стоун, Даян Багар, Робін Лінн і Майкл Дін Джейкобс.
«Капітан Оргазмо» — другий фільм Паркера після фільму «Канібал! Мюзикл» 1993 року.

## Сюжет
Сюжет фільму обертається навколо Джо Янга (актор Трей Паркер), мормонського місіонера, який отримує головну роль у порнофільмі відомого порнорежисера Макса Орбісона для того, щоб заробити гроші на весілля зі своєю нареченою Лізою. У порнофільмі «Оргазмо» йому доводиться грати супергероя, на ім'я Оргазмо (Капітан Оргазмо), який бореться зі злочинністю за допомогою свого друга Чода Боя, якого грає Бен Чаплескі, використовуючи свою зброю, оргазматор (в деяких перекладах — оргазмайзер) — пристрій, що викликає оргазм у людини, якщо в неї вистрілити. За договором з режисером, Джо має лише битися (він знає кунг-фу), а в сексуальних сценах замість нього працює дублер. Фільм «Оргазмо» виходить у прокат, стаючи хітом, і навіть отримує величезні касові збори. Орбісон вирішує використати успіх фільму, щоб отримати ще більше грошей, і умовляє Джо знятися в продовженні. Тим часом Ліза приїжджає до Лос-Анджелеса і дізнається про те, що Джо знімався в порно, що викликає у неї потрясіння. Джо вирішує піти з фільму, але Орбісон викрадає Лізу, ставлячи перед Джо ультиматум: він має закінчити зйомки. Джо вирішує врятувати свою наречену за допомогою реального оргазматора, створеного Беном. Разом вони проникають у будинок Орбісона та рятують Лізу. Потім Джо та Бен розуміють, що вони здатні на щось більше, і вирішують стати справжніми супергероями, Оргазмо та Чодом Боєм.

## Акторський склад
- Трей Паркер — Джо Янг / Orgazmo
- Даян Багар — Бен Чаплескі / Choda Boy
  - Роберт Лансінг — юний Бен
- Робін Лінн Рааб — Ліза
- Майкл Дін Джейкобс — Маккс Орбісон
- Метт Стоун — Фотограф Дейв
- Масао Макі — Джі-Фреш
- Тодді Волтерс - Джорджі
- Ллойд Кауфман — лікар
- Майкл Ітон — Meatfish

### Справжні порноактори, що з'являються у фільмі
- Рон Джеремі — Кларк / Jizzmaster Zero
- Чейсі Лейн — Кенді / Цукерочка
- Джулі Ештон — Саффі
- Шейла Лаво — грецька порноакторка
- Джил Келлі — медсестра
- Макс Гардкор — ведучий церемонії нагородження
- Крісті Лейк
- Джинна Файн
- Девіа Арделл
- Джаклін Лік
- Мелісса Гілл
- Сереніті
- Девід Данн — A-Cup / кастрат
- Мелісса Моне
- Барокка
- Юміко Кумасіро
- Ханна Кадзукі
- Мія Надзукі
- Мао Асамі

## Факти
- Фільм був знятий і змонтований вже 1996 року.
- Коли Ліза вперше входить у відеомагазин, по телевізору йде попередній фільм Паркера «Канібал! Мюзикл»[en].
- У сцені у відеомагазині, коли Ліза дізнається, що Джо знімається в порнофільмах, на першому кадрі видно полицю з фільмами суто виробництва студії Troma, якій належали права і на перший великий фільм Паркера та Стоуна «Каннібал! Мюзикл».
- Коли Ліза розглядає касети з фільмами на полиці, там зустрічаються такі фільми, як «Ісус Руки-ножиці», «Чтиво Ісуса» (де у головних ролях знімаються святий Петро, пророк Ісая, євангеліст Матвій, Марія, Ной, Мойсей, Каїн та Єва), «Гарний, поганий, Ісус» та «Шалений Ісус» із Робертом Де Ніро у головній ролі, що пародіюють назви культових фільмів: «Едвард Руки-ножиці» (1990), «Кримінальне чтиво» (1994), «Хороший, поганий, злий» (1966), «Скажений бик» (1980).
- Натяки на «Капітана Оргазмо» — статуї або плакати із зображенням головного героя — зустрічаються в багатьох випусках мультсеріалу «Південний парк», який також створили Трей Паркер і Метт Стоун.

## Реліз
Прем'єра «Капітана Оргазмо» відбулася на Міжнародному кінофестивалі в Торонто в 1997 році. Американська асоціація кінокомпаній надала фільму рейтинг NC-17, внаслідок чого в США він вийшов в обмежений кінопрокат. Існує версія фільму «без рейтингу», яка вийшла на двосторонньому DVD разом із театральною версією; він триває на дві хвилини менше, ніж прокатний 94-хвилинний фільм. «Капітан Оргазмо» вийшов на Blu-ray 12 травня 2015 року. Він містить обидві версії фільму і всі особливості DVD.

## Критика
Станом на листопад 2023 року сайт-агрегатор рецензій Rotten Tomatoes дав фільму оцінку 48 % за середньої оцінки 4,9 з 10 на основі 33 рецензій. Консенсус критиків на вебсайті говорить: «Більше молодий, ніж провокаційний, „Оргазмо“ може мати достатньо добродушної розгульності, щоб задовольнити шанувальників сценариста і режисера Трея Паркера, але його сатира занадто м'яка, щоб конкурувати з найкращою роботою співавтора „Південний парк“». Станом на листопад 2023 року фільм отримав 48 балів зі 100 на сайті Metacritic на основі 17 рецензій, що вказує на «змішані або середні відгуки». Американський кінокритик, лауреат Пуліцерівської премії Роджер Еберт, дав фільму половину зірки з чотирьох, аргументуючи це тим, що в «Оргазмо» мало дотепності, яку Паркер і Стоун привнесли в «Південному парку», і, крім того, описуючи фільм як «дрібниця, нетактовна, очевидна і незграбна, створений для тих, хто має подібні якості».
«Капітан Оргазмо» був визнаний культовим фільмом, переважно фанатами мультсеріалу «Південного парку», що також отримав визнання критиків та був створений авторами фільму «Оргазмо» Треєм Паркером і Меттом Стоуном. Сприйняття «Капітана Оргазмо» та рейтинг MPAA обговорюється в документальному фільмі 2006 року «This Film Is Not Yet Rated».